# IC 4270
IC 4270 је спирална галаксија у сазвјежђу Хидра која се налази на листи објеката дубоког неба у Индекс каталогу.
Деклинација објекта је - 25° 20' 1" а ректасцензија 13h 30m 49,1s. Привидна величина (магнитуда) објекта IC 4270 износи 14,1 а фотографска магнитуда 14,8. IC 4270 је још познат и под ознакама ESO 509-37, MCG -4-32-27, PGC 47500.